# Atteriini
De Atteriini zijn een geslachtengroep van vlinders uit de onderfamilie Tortricinae van de familie bladrollers (Tortricidae).

## Geslachten
De groep bevat de volgende geslachten:

- Anacrusis Zeller, 1877
- Archipimima Powell, 1986
- Atteria Walker, 1863
- Holoptygma Powell, 1986
- Sisurcana Powell, 1986
- Templemania Busck, 1940
- Tina Powell, 1986
- Tinacrucis Powell, 1986

1. ↑  Atteriini Genus Informatie BioLib. biolib.cz. Geraadpleegd op 11 december 2023.